# St. Louis Film Critics Association Awards 2011
8. ročník předávání cen asociace St. Louis Film Critics Association se konal dne 12. prosince 2011.

## Vítězové a nominovaní

### Nejlepší film
Umělec
- Drive
- Děti moje (2. místo)
- Můj týden s Marilyn
- Strom života

### Nejlepší film – komedie

#### Ženy sobě
- Bláznivá, zatracená láska
- Půlnoc v Paříži (2. místo)
- Mupeti
- Paul
- Rango

### Nejlepší režisér
Michel Hazanavicius – Umělec
- Terrence Malick – Strom života (2. místo)
- Alexander Payne – Děti moje
- Nicolas Winding Refn – Drive
- David Fincher – Muži, kteří nenávidí ženy

### Nejlepší adaptovaný scénář
Alexander Payne, Nat Faxon a Jim Rash – Děti moje
- Steven Zaillian a Aaron Sorkin – Moneyball (2. místo)
- Hossein Amini – Drive
- Jason Segel a Nicholas Stoller – Mupeti
- Tate Taylor – Černobílý svět

### Nejlepší původní scénář
Michel Hazanavicius – Umělec
- Woody Allen – Půlnoc v Paříži
- Terrence Malick – Strom života
- Will Reiser – 50/50 (2. místo)
- Seth Lochhead a David Farr – Hanna
- Tom McCarthy a Joe Tiboni – Win Win

### Nejlepší herec v hlavní roli
George Clooney – Děti moje
- Jean Dujardin – Umělec
- Michael Fassbender – Stud
- Gary Oldman – Jeden musí z kola ven
- Brad Pitt – Moneyball
- Ryan Gosling – Drive (2. místo)

### Nejlepší herečka v hlavní roli
Rooney Mara – Muži, kteří nenávidí ženy
- Meryl Streep – Železná lady (2.–3. místo)
- Michelle Williamsová – Můj týden s Marilyn (2.–3. místo)
- Elizabeth Olsen – Martha Marcy May Marlene
- Viola Davis – Černobílý svět
- Saoirse Ronan – Hanna

### Nejlepší herec ve vedlejší roli
Albert Brooks – Drive
- John Goodman – Umělec
- John Hawkes – Martha Marcy May Marlene
- Jonah Hill – Moneyball
- Alan Rickman – Harry Potter a Relikvie smrti – část 2 (2. místo)

### Nejlepší herečka ve vedlejší roli
Bérénice Bejo – Umělec
- Jessica Chastainová – Strom života
- Shailene Woodley – Děti moje (2.–3. místo)
- Octavia Spencer – Černobílý svět (2.–3. místo)
- Cate Blanchett – Hanna

### Nejlepší dokument
Being Elmo: A Puppeteer's Journey
- Buck
- Conan O'Brien Can't Stop
- The Interrupters
- Tabloid (2. místo)

### Nejlepší animovaný film
Tintinova dobrudružství
- Rango (2. místo)
- Kocour v botách
- Kung Fu Panda 2
- Rio

### Nejlepší kamera
Emmanuel Lubezki – Strom života
- Jeff Cronenweth – Muži, kteří nenávidí ženy (2.–3. místo)
- Janusz Kamiński – Válečný kůň (2.–3. místo)
- Newton Thomas Sigel – Drive
- Guillaume Schiffman – Umělec

### Nejlepší hudba
Umělec
- Drive (2. místo)
- Muži, kteří nenávidí ženy
- Strom života
- Mupeti

### Nejlepší cizojazyčný film
13 samurajů (Japonsko)
- Viděl jsem ďábla (Jižní Korea)
- Bez okolků (Francie)
- Lovec trolů (Norsko)
- Zima za války (Nizozemsko) (2. místo)

### Nejlepší vizuální efekty
Harry Potter a Relikvie smrti – část 2
- Captain America: První Avenger
- Zrození Planety opic (2. místo)
- Super 8
- Strom života

### Nejlepší festivalový film
Musíme si promluvit o Kevinovi
- Začátky
- Martha Marcy May Marlene
- Tucker & Dale vs. Zlo
- Win Win (2. místo)

### Nejlepší scéna

#### Muži, kteří nenávidí ženy– první scéna
- Umělec – poslední taneční scéna (2. místo)
- Drive – scéna ve výtahu
- Drive – první scéna
- Hanna – Hanny útěk
- Melancholia – poslední scéna